# Шепелев, Дмитрий Андреевич (телеведущий)
Дми́трий Андре́евич Ше́пелев (бел. Дзмітрый Андрэевіч Шэпелеў: род. 25 января 1983, Минск) — белорусский и российский теле- и радиоведущий, шоумен, актёр, продюсер, писатель-биографист. Известен по ведению ряда телепередач на каналах Беларуси, Украины и России.

## Биография
Родился 25 января 1983 года в Минске в семье программиста Андрея Викторовича Шепелева и бухгалтера Натальи Александровны Шепелевой. С детства увлекался спортом, играл в большой теннис.
Среднее образование получил в минской гимназии № 11 с углублённым изучением английского языка. До этого учился в столичной школе № 121.
По окончании гимназии поступил в Белорусский государственный университет на факультет журналистики (кафедра телевидения и радиовещания). В 2005 году окончил университет, с отличием защитив дипломную работу на тему «Теория и практика коммерческого радиовещания».
В ноябре 2016 года вышла биографическая книга Дмитрия Шепелева «Жанна».
С 12 ноября по 19 декабря 2019 года брал интервью у звёздных отцов и матерей, которые выкладывались на YouTube-канале «Папки».

## Карьера

### Беларусь
Первую работу Шепелев получил, учась в седьмом классе, вместе с другом во время летних каникул он устроился раздавать листовки. Когда Дмитрий учился в восьмом классе, его отец предложил ему подработку в своей компании, которая занималась разработкой компьютерных баз данных. Будучи девятиклассником, начал работать на телевидении, в программе «5х5» на БТ. Первый опыт оказался настолько удачным, что Шепелев поступил на факультет журналистики Белорусского государственного университета (кафедра телевидения и радиовещания). Студентом, в возрасте 20 лет, занял позицию ведущего на самой популярной радиостанции Минска «Альфа радио» и телеканале ОНТ.
Позже на радиостанции «Unistar» Шепелев вёл и продюсировал утреннее шоу, готовил первую в Беларуси прямую радио-трансляцию концерта Робби Уильямса, брал интервью у Брайана Адамса, Криса Ри и множества других звёзд. Был первым комментатором церемонии «Грэмми» в Беларуси.

### Украина
В 2004 году Дмитрий Шепелев получил предложение от канала «М1» вести утреннее шоу «Guten Morgen». В 2007 году стал ведущим автомобильного шоу «Дай прокатиться» на том же канале.
В 2008 году был ведущим популярной телепередачи «Фабрика звёзд-2», в том же году стал вести программу «Зірка караоке» (с укр. — «Звезда караоке») на «Новом канале». В 2010 году вёл программу «Граєш чи не граєш» (с укр. — «Играешь или не играешь») на телеканале «Украина» — адаптацию телеигры «Deal or no Deal».
В 2011 году Шепелев снова появился в эфире украинского телевидения в качестве ведущего юмористической программы «Рассмеши комика».
В 2011 и 2012 годах провёл несколько выпусков танцевального шоу «Майдан’s» на телеканале «Интер» как приглашённый ведущий.
В 2012 году вместе с Владимиром Зеленским стал ведущим шоу «Красное или чёрное» на канале «Интер».
Летом 2013 года на «Интере» стартовало новое кулинарное шоу «Кухня с Дмитрием Шепелевым», шедшее до января 2014 года. Осенью 2013 года на том же канале Шепелев начал вести семейное песенное шоу «Одна семья».
Также в период с 2011 по 2013 год был одним из ведущих праздничных концертов и программ, показанных на телеканале «Интер» («Мисс Киев», «Весна на Заречной улице», «Живи в Украине», «Ночь больших ожиданий» и др.).
В 2014 году вместе с Александром Скичко вёл караоке-шоу «Пой как звезда» (украинская адаптация турецкого формата Keep your light shining), премьера состоялась 27 февраля 2015 года на телеканале «Украина».

### Россия
В июле 2008 года был ведущим программы «Можешь? Спой» на «Первом канале». В августе 2008 года также являлся одним из ведущих музыкального фестиваля «Пять звёзд» («Первый канал»). В 2009 году Константин Эрнст, отметивший работу Шепелева в шоу, пригласил его присоединиться к команде своего канала.
В мае 2009 года был ведущим в «Green Room» на «Евровидение-2009» и провёл около 80-ти пресс-конференций. За эту работу 26 сентября 2009 года он стал обладателем российской премии в области телевидения ТЭФИ-2009.
С 6 сентября 2009 по 25 сентября 2016 года вёл программу «ДОстояние РЕспублики» в паре с Юрием Николаевым.
Летом 2010 года вёл программу «Здравствуйте, девочки!». Осенью 2010 года был постоянным членом жюри проекта «Лёд и пламень». В период с 2009 по 2015 год также являлся ведущим праздничных концертов и шоу, показанных на «Первом канале» («Оливье-шоу»/«Новогодняя ночь», «Весна Победы», «Государственному Кремлёвскому дворцу — 50 лет», «Белые ночи Санкт-Петербурга-2013» и др.).
С 2011 по 2014 год был одним из ведущих шоу талантов «Минута славы». В 2012 году вместе с Яной Чуриковой вёл летний музыкальный конкурс «Фабрика звёзд. Россия — Украина», в котором принимали участие выпускники российской и украинской «Фабрик». В 2013 году Дмитрий Шепелев был постоянным участником шоу «Успеть до полуночи».
В 2014 году прошли съёмки новой программы «Империя иллюзий: Братья Сафроновы», постоянными членами жюри которой стали Дмитрий Шепелев и Тигран Кеосаян. Премьера шоу состоялась 21 февраля 2015 года на СТС.
На Евровидении 2015 объявлял оценки от России.
25 июля 2015 года вместе с Натальей Водяновой был ведущим жеребьёвки отборочного турнира чемпионата мира по футболу 2018 года.
15 ноября 2015 года на СТС состоялась премьера музыкального шоу «Два голоса», ведущим которого стал Дмитрий Шепелев, а его соведущей стала Юлия Началова.
С 24 июля 2017 по 5 марта 2020 года — ведущий ток-шоу «На самом деле» на «Первом канале». С 17 июля 2018 по 15 декабря 2019 года — ведущий рубрики «Шлем правды» в шоу «Видели видео?». 18 февраля 2020 года объявил о своём уходе с «Первого канала».
В 2020—2021 годах был ведущим семейного шоу «Ты как я» на телеканале «ТНТ».
В 2021—2022 годах вместе с Екатериной Скулкиной вёл юмористическую программу «Шоу большой страны» на телеканале «Россия-1». С 9 сентября 2023 по 10 августа 2024 года вёл шоу о домашних животных «В кругу друзей» на том же телеканале.

## Личная жизнь
Первая жена — Анна Таболина (Старцева), вместе вели молодёжное шоу «5х5» в Минске, встречались семь лет. Состояли в браке в течение трёх недель.
Вторая (фактическая) жена (с 2011 по 2015 год) — Жанна Фриске, певица. 7 апреля 2013 года у Фриске и Шепелева в Майами родился сын Платон. 15 июня 2015 года скончалась от глиобластомы в возрасте 40 лет.
С ноября 2016 года встречается с дизайнером Екатериной Тулуповой. С 2018 года пара проживает вместе. 26 марта 2021 года у пары родился сын Тихон.

## Фильмография
- 2009 — Как казаки…: новогодний мюзикл (Украина) — ведущий новостей при дворе Екатерины ІІ
- 2012 — Zолушка — камео (в итоговый вариант картины эпизод не вошёл)